# Eurozonosia inconstans
Eurozonosia inconstans là một loài bướm đêm thuộc phân họ Arctiinae, họ Erebidae.